# Dvicio
«Dvicio» (інші варіанти написання назви — DVICIO або DV) — іспанський гурт, який виконує пісні у жанрі поп-рок. Засновані у січні 2013 року. Гурт підписав контракт із студією звукозапису Sony Music Entertainment в Іспанії.

## Історія гурту
Гурт бере свій початок у 2009 році, але його учасники виступали під іншою назвою — Tiempo Límite. До перейменування в Dvicio, учасники гурту Tiempo Límite випустили декілька хітів, які отримали певну популярність: Detrás de mis miedos, Dueña de mi mente.
У 2011 році гурт взяв участь у музичному конкурсі, який був організовано компанією ABC Punto Radio. Учасники відправили для участі у конкурсі демо кавер-версію пісні Titanium (яку в оригіналі виконують David Guetta і Sia). Після цього учасники почали виступати під назвою DVICIO.
Популярність гурт отримав разом із піснею Paraiso (Рай). Кількість переглядів відео з піснею на YouTube почало стрімко рости. Після цього мережа ресторанів швидкого харчування McDonald's в Іспанії запропонувало гурту виконати пісню у ряді рекламних роликів.
30 червня 2014 року гурт виклав свій перший альбом Título в iTunes. Альбом містить 11 треків.
У травні 2015 року Dvicio отримали нагороду від радіостанції Cadena 100.

## Цікаві факти
1. Всі учасники гурту народились у Мадриді, Іспанія.
2. У лютому 2015 гурт Dvicio випустив кліп на пісню Enamorate в різних варіаціях. Різні варіанти кліпів на пісню привернули увагу до гурту і відео сумарно набрало близько 5 мільйонів переглядів.
3. У травні 2015 Dvicio зіграли в 12-му епізоді одного з популярних іспанських комедійних ТВ-шоу «José Mota presenta…».
4. Пісні виконують іспанською та англійською мовами.

## Учасники гурту
1. Andrés Ceballos — Вокал. Народився 31 серпня 1992 року в Мадриді, Іспанія.
2. Martín Ceballos — Бас-гітара. Народився 27 березня 1991 року в Мадриді, Іспанія.
3. Nacho Gotor — Гітара. Народився 1 травня 1990 року в Мадриді, Іспанія.
4. Luis Gonzalvo — Барабани. Народився 13 лютого 1990 року в Мадриді, Іспанія.
5. Alberto Gonzalez — Гітара. Народився 18 червня 1990 року в Мадриді, Іспанія.

## Музичні композиції
| Номер пісні | Назва пісні           | Тривалість |
| ----------- | --------------------- | ---------- |
| 1           | Paraiso               | 3:32       |
| 2           | Justo Ahora           | 3:00       |
| 3           | Nada                  | 3:48       |
| 4           | Enamorate             | 3:14       |
| 5           | Rebeldes              | 3:25       |
| 6           | Se Te Olvido Quererme | 3:56       |
| 7           | 17 Años               | 3:46       |
| 8           | Adiós Adiós           | 3:43       |
| 9           | Desde Que Tu No Estas | 3:03       |
| 10          | Crucigrama            | 3:33       |
| 11          | El Secreto            | 3:01       |